# Rio Doce (Goiás)
O rio Doce é um curso de água que banha o estado de Goiás, no Brasil.  
Sua bacia hidrográfica localiza-se nos municípios de Jataí, Rio Verde, Caiapônia e Aparecida do Rio Doce, com área de 2608,362 km², fazendo parte da Bacia Hidrográfica do Rio Claro (da qual ocupa 19,07% da área), sendo a principal drenagem junto ao rio Claro. A Usina Hidrelétrica Irara localiza-se nele.